# Das Experiment (Raumschiff Enterprise – Das nächste Jahrhundert)
Das Experiment (Originaltitel: Remember Me) ist die fünfte Folge der vierten Staffel der US-amerikanischen Science-Fiction-Fernsehserie Raumschiff Enterprise – Das nächste Jahrhundert. Sie wurde in den Vereinigten Staaten über Syndication vermarktet und erstmals am 22. Oktober 1990 auf verschiedenen Fernsehsendern ausgestrahlt. In Deutschland war sie zum ersten Mal am 19. August 1993 in einer synchronisierten Fassung im ZDF zu sehen.

## Handlung
Im Jahr 2367 bei Sternzeit 44161.2 fliegt die Enterprise zur Sternenbasis 133, wo ein Mannschaftswechsel erfolgen soll. Schiffsärztin Beverly Crusher nutzt diese Gelegenheit, um ihren alten Freund und Mentor Dr. Dalen Quaice einzuladen, dessen Frau kürzlich verstorben ist. Die Enterprise soll ihn zu seiner neuen Heimat fliegen. Nachdem Dr. Crusher ihn zu seinem Quartier begleitet hat, besucht sie kurz ihren Sohn Fähnrich Wesley Crusher, der im Maschinenraum ein Experiment am Warp-Antrieb des Schiffs durchführt. Dabei kommt es zu einem kurzen Lichtblitz.
Nachdem die Enterprise die Sternenbasis wieder verlassen hat, will Dr. Crusher mit Quaice frühstücken, trifft ihn aber in seinem Quartier nicht an. Ebenso fehlt sein Gepäck und nachdem sie den Sicherheitsdienst informiert, stellt sich heraus, dass sich niemand daran erinnert, dass er jemals an Bord gekommen ist. Dennoch wird eine großangelegte Suche nach dem Vermissten eingeleitet. Der zweite Offizier Data nimmt Verbindung zur Sternenbasis auf, wo Quaice die letzten sechs Jahre gelebt hat. Doch dort liegen keine Unterlagen über ihn vor und es lässt sich auch keine Geburtsurkunde finden. Offenbar hat Quaice nie existiert. Um seine Existenz zu beweisen, will Dr. Crusher Transporterchief O’Brien befragen, denn der hatte ihn an Bord gebeamt. O’Brien erinnert sich aber nur daran, dass Dr. Crusher kurz in den Transporterraum gekommen und dann wieder gegangen ist, ohne jemanden abzuholen.
Dr. Crusher möchte nun eine ausführliche medizinische Untersuchung bei O’Brien durchführen. Dabei muss sie feststellen, dass das Problem inzwischen größer geworden ist: Mehrere ihrer Mitarbeiter sind verschwunden und auch an diese kann sich offenbar niemand erinnern. Wesley erwägt die Möglichkeit, dass sein Experiment für das Verschwinden der vermissten Personen verantwortlich ist, allerdings war seine Auswirkung nur auf den Maschinenraum beschränkt. Etwas später gibt Data auf Nachfrage an, die Enterprise habe 230 Besatzungsmitglieder, doch nach Dr. Crushers Erinnerung müssten es über 1000 sein. Captain Picard findet es zunehmend merkwürdiger, dass sich niemand außer Dr. Crusher an das Verschwinden so vieler Menschen erinnern soll. Dennoch kommt er ihrer Bitte nach, für eine umfangreiche Untersuchung zur Sternenbasis zurückzukehren. Im Gegenzug verspricht sie, ihre eigene geistige Gesundheit zu untersuchen. Als sie sich wieder auf die Krankenstation begibt, taucht dort plötzlich ein leuchtender Wirbel auf, der sie einzusaugen droht, sich dann aber schnell wieder auflöst. Es werden Scans durchgeführt, doch der Wirbel hat keinerlei verwertbare Spuren hinterlassen.
Während die Besatzung weiter schrumpft, forscht Wesley ergebnislos an seiner Vermutung. Er erklärt seiner Mutter, dass sein Experiment auf den Theorien des Antriebsspezialisten Kosinski basierte, der die Enterprise drei Jahre zuvor besucht hatte. Auch Kosinski weiß keinen Rat und Wesleys letzte Hoffnung ist sein damaliger Assistent, der nur als der Reisende bekannt ist, doch Wesley kann ihn nicht erreichen. Kurz nach ihrem Gespräch ist schließlich auch Wesley verschwunden. Außer Dr. Crusher ist nur noch Picard an Bord, der es anscheinend vollkommen normal findet, dass die riesige Enterprise nur zwei Besatzungsmitglieder hat. Da sie auch mit seinem Verschwinden rechnet, weist Dr. Crusher den Computer an, ständig Picards Lebenszeichen vorzulesen. Plötzlich verstummt der Computer und sie ist vollkommen allein auf dem Schiff.
Erneut erscheint der leuchtende Wirbel und versucht, sie einzusaugen. Wieder verschwindet er nach einigen Sekunden. Dieses Mal sind von der anderen Seite Stimmen zu hören: Es sind Wesley und Chefingenieur Geordi La Forge, die herausgefunden haben, dass Dr. Crusher bei dem Experiment in eine Warp-Blase gezogen wurde. Die beiden versuchen, sie wieder zu befreien, doch die Warp-Blase kollabiert und Wesley glaubt, seine Mutter sei nun für immer verloren. Da taucht plötzlich der Reisende aus dem Nichts auf und versichert, dass noch Hoffnung besteht. Die Enterprise muss dafür allerdings zur Sternenbasis zurückkehren und die exakte Position einnehmen, an der sie sich bei Dr. Crushers Verschwinden befand.
Die gefangene Dr. Crusher sieht jetzt ihrerseits den Reisenden als ihre letzte Hoffnung an. Sie weist den Computer an, einen Kurs auf dessen Heimatwelt Tau Alpha C zu setzen, doch das Schiff bewegt sich nicht, denn plötzlich ist der Planet auf keiner Sternenkarte mehr verzeichnet. Inzwischen ist das gesamte Universum auf einen Durchmesser von 705 m geschrumpft und die äußeren Bereiche der Enterprise beginnen zu verschwinden.
Auf der Enterprise gelingt es Wesley schließlich mit der Hilfe des Reisenden, eine stabile Verbindung zwischen der realen Welt und der Warp-Blase zu erzeugen. Dr. Crusher lässt sich vom Computer eine schematische Ansicht des sie umgebenden Universums anzeigen und ihr fällt die Ähnlichkeit zu einer Grafik von Wesleys Warp-Blase auf. Sie begreift, dass sie darin gefangen ist, und ihr wird klar, dass die Wirbel Rettungsversuche waren. Während das Schiff um sie herum verschwindet, erreicht sie in letzter Minute den Maschinenraum, in dem sich erneut ein Wirbel gebildet hat. Dieses Mal springt sie hinein und gelangt so zurück in die reale Welt. Mit Erleichterung erfährt sie von Picard, dass sich an Bord der Enterprise 1014 Personen befinden – einschließlich Dalen Quaice.

## Besonderheiten

### Verbindungen zu anderen Star-Trek-Produktionen
Das Experiment greift Elemente aus Folge 1.06 (Der Reisende) von 1987 wieder auf. In dieser kamen der hier nur erwähnte Ingenieur Kosinski (gespielt von Stanley Kamel) und der Reisende (gespielt von Eric Menyuk) erstmals auf die Enterprise, um ihren Antrieb zu verbessern. Scheinbar durch die Anwendung von Kosinskis Theorien, in Wirklichkeit jedoch durch die Manipulationen des Reisenden gelang es der Enterprise dabei, in bislang völlig unbekannte Bereiche des Universums vorzustoßen. Der Reisende bemerkte damals auch Wesleys besondere Begabung, die weit über ein rein wissenschaftliches Verständnis hinausgeht. In Das Experiment entwickelt Wesley Kosinskis Forschungen weiter. Der Reisende taucht erneut auf und nur dank Wesleys Begabung ist es ihm und dem Reisenden möglich, Dr. Crusher zu retten.

### Besonderheiten der deutschen Synchronfassung
In der deutschen Synchronfassung gibt es einen recht auffälligen Übersetzungsfehler: Als das Universum innerhalb der Warp-Blase auf einen Durchmesser von 705 m geschrumpft ist, stellt es sich für Dr. Crusher auf dem Hauptbildschirm der Enterprise nur als nebelartiges Gebilde dar. Sie fragt den Computer daher „what is that mist I'm seeing?“ (wörtlich: „Was ist das für ein Nebel, den ich da sehe?“). Das englische „mist“ wurde jedoch nicht mit „Nebel“, sondern fälschlich mit „Mist“ übersetzt.

## Produktion

### Drehbuch
Das Drehbuch geht zurück auf eine Idee für Folge 4.02 (Familienbegegnung). Diese sollte sich nach dem Wunsch von Showrunner Michael Piller ganz auf die Bewältigung von Picards Trauma nach seiner Assimilierung durch die Borg in der vorangegangenen Doppelfolge 3.26/4.01 (In den Händen der Borg / Angriffsziel Erde) konzentrieren und ihn zu seinen familiären Wurzeln zurückführen. Produzent Rick Berman bestand jedoch darauf, dass die Folge auch ein Science-Fiction-Element enthalten müsse. Es wurden einige Ideen diskutiert und wieder verworfen, da sie nicht richtig in die Folge passten. Schließlich gab Berman die Forderung nach einem Science-Fiction-Element auf und das Drehbuch für Familienbegegnung wurde um zwei Nebenhandlungen ergänzt, die sich ebenfalls um das Thema Familie drehten. Eine der verworfenen Ideen war eine Geschichte, in der Besatzungsmitglieder der Enterprise verschwinden. Aus dieser Idee für eine Nebenhandlung machte Lee Sheldon schließlich ein Drehbuch für eine komplette Folge.
Die Figur des Reisenden, der bereits in Folge 1.06 (Der Reisende) aufgetreten war, wurde erst sehr spät eingefügt. Das Produktionsteam wollte ihn ohnehin in der vierten Staffel zurückbringen und hier bot sich eine gute Gelegenheit, da das ursprüngliche Ende, in dem sich das rätselhafte Verschwinden der Besatzung nur als Traum herausstellen sollte, als unbefriedigend empfunden wurde und komplett überarbeitet werden musste.

### Schnitt
In einer gedrehten, aber in der fertigen Folge nicht verwendeten Szene hat Dr. Crusher ein Gespräch mit Cara Hill (gespielt von Marilyn Rockafellow), der Frau ihres verschwundenen Mitarbeiters Dr. Hill. Diese hat dabei keinerlei Erinnerungen an ihren Mann.

### Maske und Kostüme
Das Make-up des Reisenden wurde leicht überarbeitet. Im Vergleich zu seinem ersten Auftritt wirkt er in dieser Folge deutlich blasser.
In der gemeinsamen Szene mit Beverly Crusher und Dalen Quaice wird besonders deutlich, dass die Farbschattierungen der blauen Uniformen der Abteilungen Medizin und Wissenschaft untereinander stark variieren. Die Uniform von Quaice hat einen stärkeren Grünstich als die von Crusher. Die Farbunterschiede entstanden wohl beim Waschen der Kostüme. Bei der Veröffentlichung der Folge der Blu-ray wurden die Unterschiede durch Farbkorrektur minimiert.

### Kulissen
Die Transporterplattform der Enterprise hat ab dieser Folge ein überarbeitetes Design.

### Modelle und Effekte
Für die Darstellung von Sternenbasis 133 wurde Material aus Folge 1.15 (11001001) wiederverwendet, das dort Sternenbasis 74 zeigte.

## Rezeption
Keith DeCandido bewertete Das Experiment 2012 auf tor.com als eine leicht überdurchschnittliche Folge von Raumschiff Enterprise – Das nächste Jahrhundert, die gut unterhält und weder besonders herausragend noch besonders schlecht sei. Das Mysterium um die ständig kleiner werdende Besatzung sei gut inszeniert und Dr. Crushers wachsende Frustration sowie das Unverständnis ihrer Kollegen seien großartig gespielt.
Charlie Jane Anders führte Das Experiment 2014 auf gizmodo.com in einer Liste der 100 besten bis dahin ausgestrahlten Star-Trek-Folgen auf Platz 78.
Angelica Jade Bastién schrieb 2017 auf vulture.com eine Einführung für Neulinge ins Star-Trek-Franchise und nannte dabei Das Experiment als eine der Folgen, die am besten einen Einstieg in die Serie Raumschiff Enterprise – Das nächste Jahrhundert ermöglichen.